# Dornier Do 32

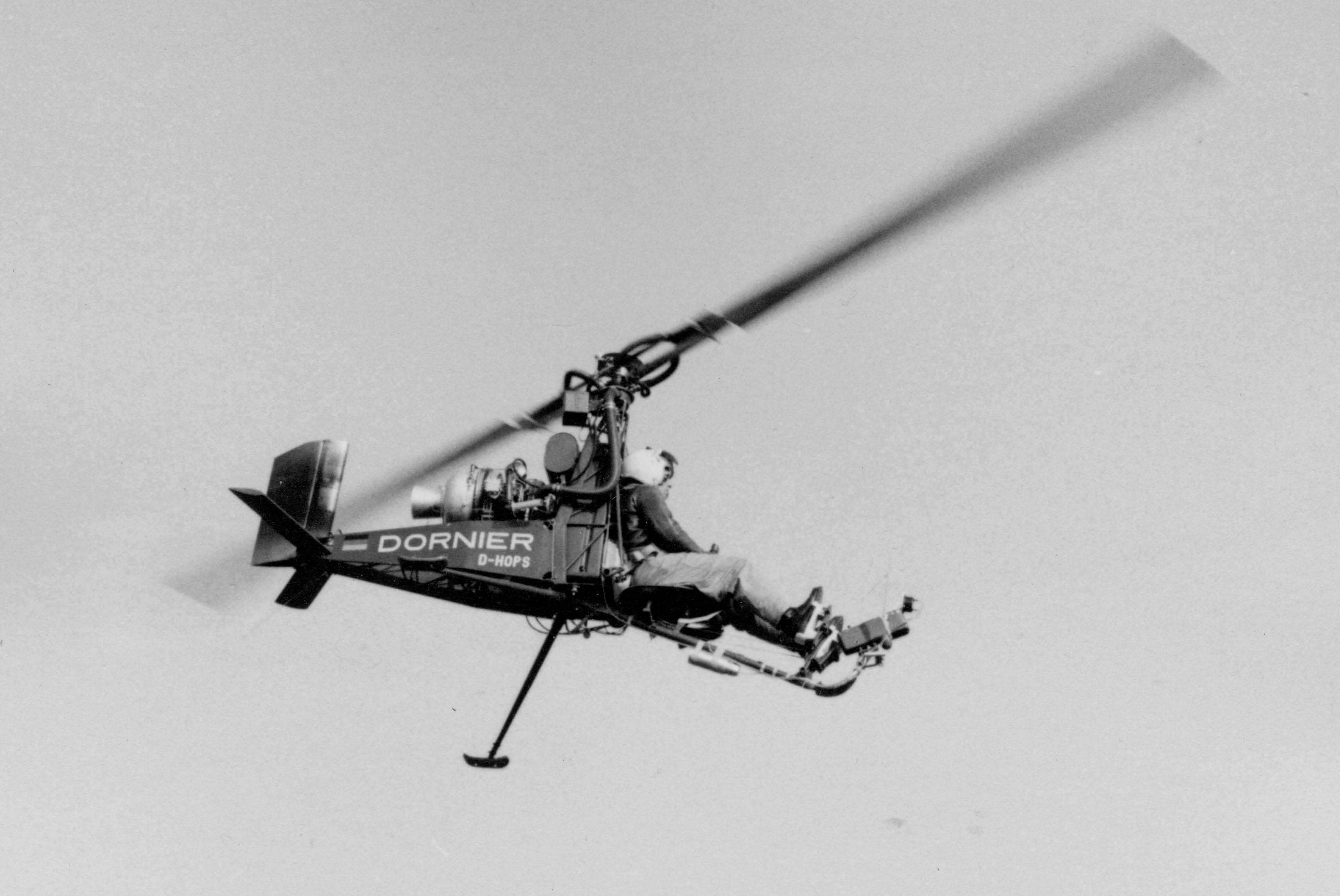
Le Do 32 en montée

Le Dornier Do 32 était un hélicoptère monoplace pliable réalisé en 1962 destiné à permettre aux pilotes abattus derrière les lignes ennemies de rejoindre leur base[réf. nécessaire]. À cet effet, l’appareil devait être parachuté, plié dans une caisse de transport, à proximité du pilote en détresse. Celui-ci n’aurait plus eu qu’à l’assembler pour redécoller et revenir. L’objectif final de ce développement ne fut cependant pas atteint car il devint évident que l’assemblage nécessitait une deuxième personne, surtout pour le déploiement et le raccordement des pales.

## Description technique

### Motorisation

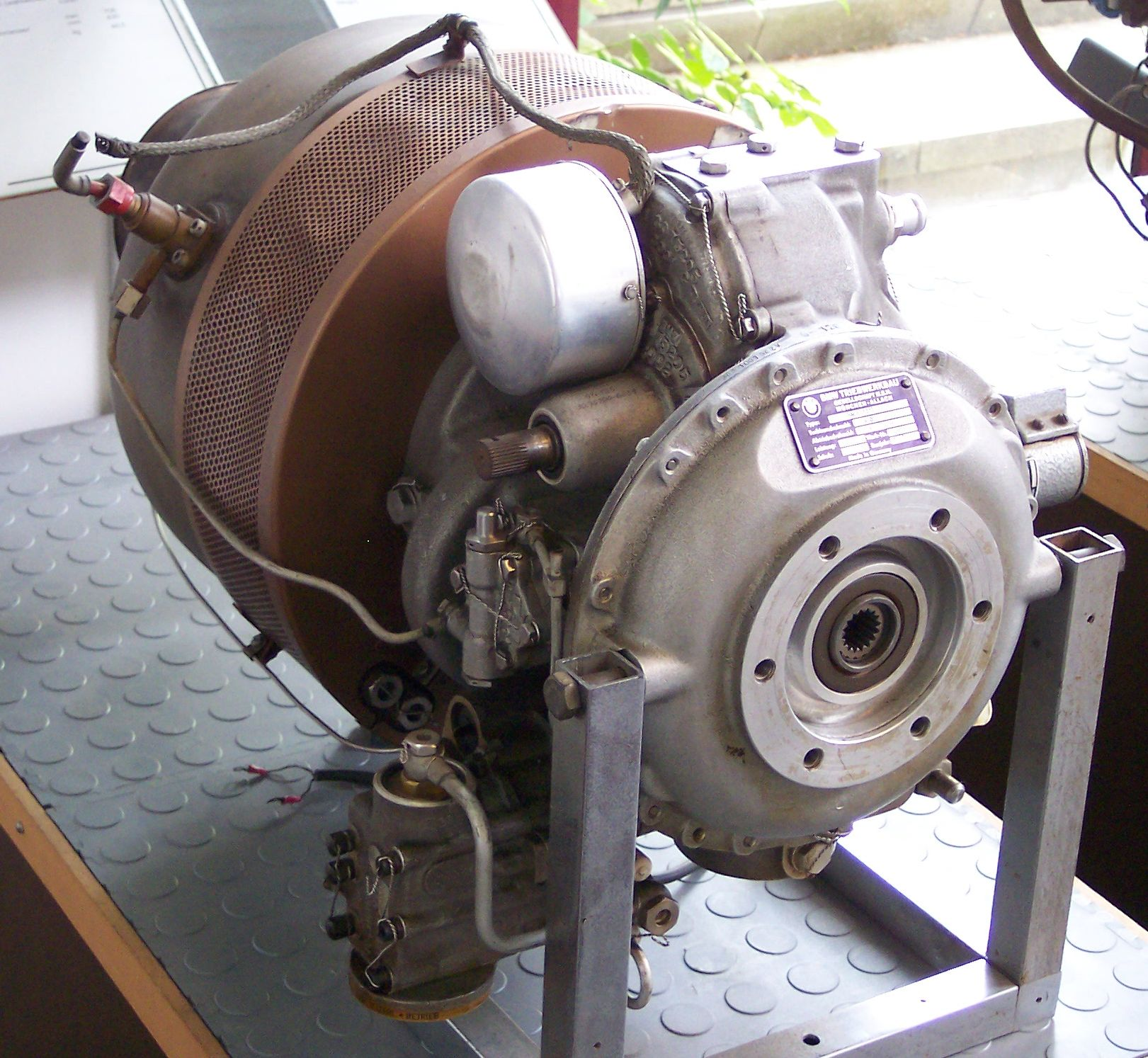
Le moteur du Do 32 était une turbine à gaz BMW 6012

La conception était très simple. Une petite turbine à gaz BMW 6 012 L d’environ 67 kW (92 ch) équipée d’un compresseur entraînait les pales par réaction directe comme sur le SO-1221 Djinn de SNCASO réalisé 10 ans plus tôt, l’air comprimé étant éjecté en extrémité des pales. Le moyeu rotor et les deux pales étaient creuses. Des buses d’éjection étaient placées à l’extrémité des pales. Ce système ne provoquant pas de couple, l’appareil pouvait faire l’économie d’un rotor de queue. La commande en lacet (autour l’axe vertical) était assurée par une gouverne de direction en acier (hautement résistant à la chaleur) placée dans le souffle des gaz d’échappement de la turbine. La commande dans les deux autres axes s’effectuait de manière conventionnelle par inclinaison du disque rotor à l’aide d'un manche dirigé vers le bas.

### Le rotor
Les pales du rotor principal étaient constituées d’un tube en métal léger étiré qui servait à acheminer l’air comprimé vers leur extrémité. La chaleur de l’air permettait de ne pas tenir compte du risque de givrage au niveau du bord d’attaque. Ce tube, placé dans le bord d’attaque servait en quelque sorte de longeron et le profilé de la pale était constitué d’un bloc de nid d’abeille.
Cette construction relativement lourde en soi offrait cependant un grand avantage : l'énergie accumulée par la masse du rotor en rotation permettait d’effectuer des atterrissages en autorotation beaucoup moins risqués qu'avec la plupart des autres types d’hélicoptères. Ceci apparaît clairement dans le diagramme hauteur/vitesse (H/V ou « dead man's curve », courbe de l’homme mort) qui couvre un domaine de 10 à 25 m de hauteur et 0 à 25 km/h . Le manuel de vol précisait expressément que seuls les pilotes inexpérimentés devaient s’en tenir à l’écart.
Cette masse permettait en plus au Do 32 de faire des « décollages sautés » particulièrement impressionnants lors des démonstrations. Lorsque l’on poussait le régime du rotor à sa valeur maximale de 500 tr/min, l’appareil posé au sol et le manche collectif en position basse, on pouvait atteindre une vitesse ascensionnelle initiale de 7 m/s. Lorsque le rotor atteignait ensuite son régime normal de 400 tr/min, on avait déjà atteint une hauteur sol de 30  à   40 m.

### La cellule
Les équipements du Do 32 (moteur, siège pilote, dérive et train d’atterrissage tricycle à patins) étaient fixés à une structure en tubes d’acier léger. La partie centrale supportait le réservoir de carburant et le moyeu rotor orientable au moyen du manche « cyclique » dirigé vers le bas. Le manche collectif était placé à la gauche du pilote et supportait le poste radio ce qui permettait de corriger le centrage. Les instruments étaient placés sur la jambe avant du train tricycle. L’ensemble était repliable et placé dans une caisse de 380 × 85 × 101 cm.

### Fabrication et essais en vol

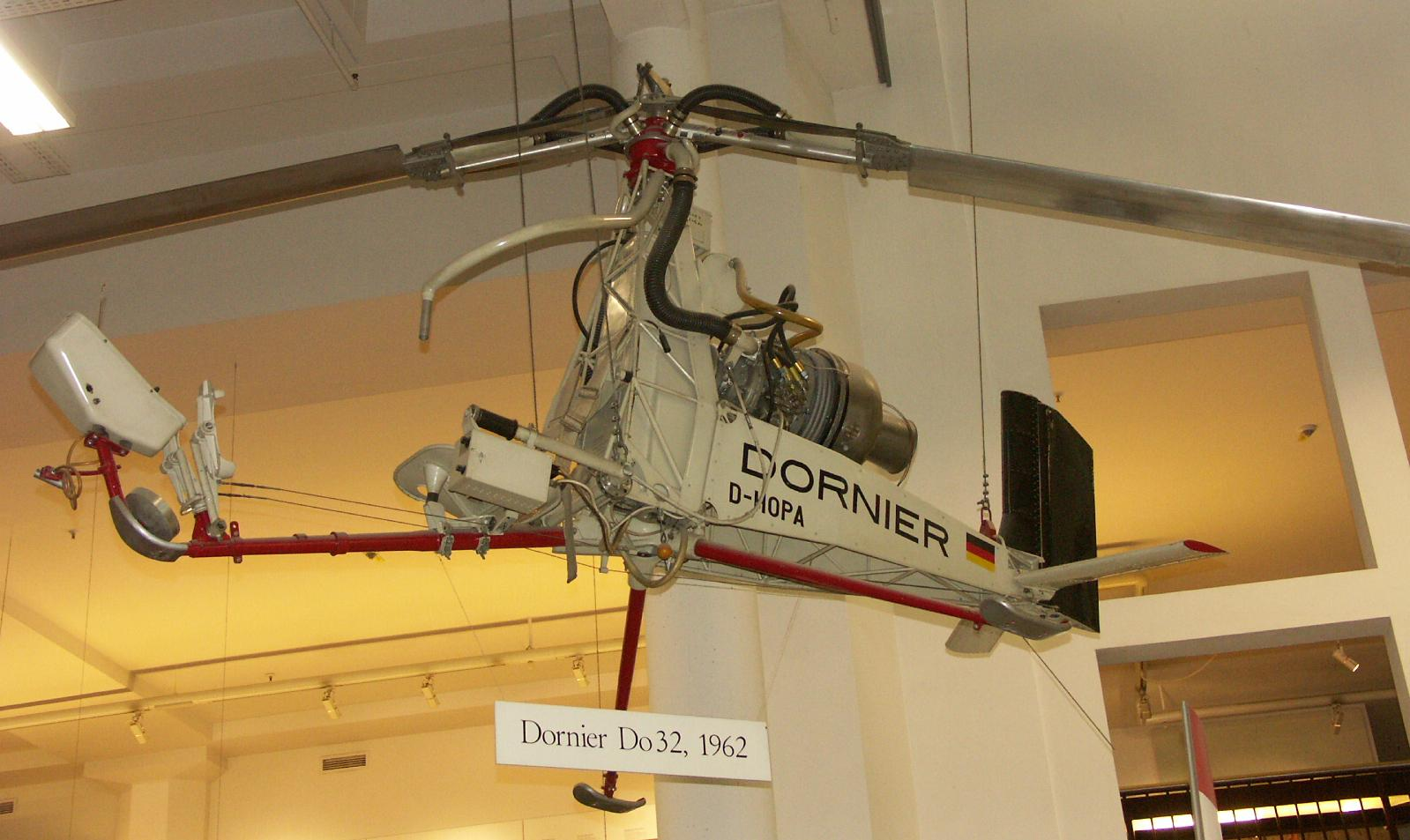
Le Do 32 exposé au Deutsches Museum de Munich

Quatre appareils furent réalisés au total dont trois seulement servirent à la mise au point. Ils portaient les immatriculations suivantes :
- D-HOPA (V-1)
- D-HOPF (V-2)
- D-HOPS (V-3)

et avaient une autorisation de circulation provisoire. Ils furent cependant tous les trois détruits au cours des essais. Le quatrième (V-4) finit sa carrière au Deutsches Museum de Munich (dans le bâtiment situé sur l’île au milieu de l’Isar) où il porte de manière fictive le n° du V-1 (D-HOPA, voir photo ci-contre).
Avant le premier vol, un appareil avait subi un cycle de fonctionnement de 100 heures pour effectuer toutes les mesures du moteur et des commandes de vol. L'alimentation en carburant était assurée en continu à l’aide d’une pompe externe car le réservoir du Do 32 n’assurait qu’une autonomie de 45 min. Les essais furent suivis d’une dislocation totale de l'appareil pour recherche de criques éventuelles. L’appareil ne présentant pas de traces d’usure ou de dommages fut ensuite réassemblé et remis en état de vol.
Le premier vol libre du V-1 eut lieu le 3 juillet 1962 après quatre essais de décollage au cours desquels l’appareil attaché au sol par des câbles ne pouvait s’élever que de 50 cm. Au bout de 204 vols d’essais au cours desquels toutes les phases de vol et limitations avaient été étudiées, le V-1 fut accidenté au moment du décollage et le pilote fut grièvement blessé.
La mise au point se poursuivit avec les deux autres appareils et des atterrissages furent effectués sur la caisse de transport ouverte, posée sur plate-forme d'une remorque de camion. Au cours d’un vol, une hauteur sol de 1 500 m fut atteinte. Faisant un atterrissage en autorotation, le deuxième hélicoptère se posa sur un terrain très meuble dans lequel la jambe droite du train s’enfonça. Au cours de la tentative de redressement l’appareil en vue de rejoindre un sol plus ferme, celui-ci bascula sur la gauche du fait de la très haute sensibilité des commandes de vol. La troisième perte eut lieu lors de la recherche du centrage avant maximum. Deux ballasts métalliques (non largables) avaient été fixés à cet effet sur la jambe avant du train (option pour une version armée ?). Les commandes de vol ne permirent cependant pas de maîtriser cette configuration et l’appareil plongea le nez vers le sol.
Le client perdit bientôt tout intérêt dans ce projet et le développement fut abandonné.

### Conclusion
Le principe d’entraînement du Do 32 avait eu des prédécesseurs : Le premier avait été le WNF 342 construit en 1943 par Friedrich von Doblhoff et Theodor Laufer. Laufer rejoignit la SNCASO après la guerre (voir Opération Paperclip) et poursuivit le développement des hélicoptères SO.1100 Ariel et SO.1221 Djinn. La Bundeswehr acheta 6 exemplaires de ce dernier pour faire des essais technico-opérationnels. De retour en Allemagne, Laufer conçut le Do 32 chez Dornier. Sur le même principe fut conçue un peu plus tard la plate-forme rattachée au sol Do 34 Kiebitz (vanneau).

## Fiche technique
Données de Dornier Do-32 (Aviastar)
- Diamètre rotor : 7,5 m
- Longueur du fuselage : 3,2 m
- Voie du train d’atterrissage : 2,06 m
- Hauteur : 1,89 m

Masses :
- Masse à vide : 151 kg
- Masse totale (normale) : 290 kg
- Masse maximale : 320 kg

Performances :
- Vitesse maximale en palier : 110 km/h
- Vitesse de croisière recommandée : 80  à   90 km/h
- Vitesse ascensionnelle à 60 km/h : 2 m/s
- Vitesse maximale admissible en « décollage sauté » : 7 m/s
- Plafond opérationnel à 70 km/h : 3 000 m
- Plafond opérationnel en vol stationnaire : 300 m
- Autonomie à puissance maximale : 38 minutes
- Distance franchissable (à puissance maxi.) : 66 km

Régime rotor :
- Domaine normal : 400 à 470 tr/min
- Domaine complet : 370 à 500 tr/min